# Sierras de San Luis

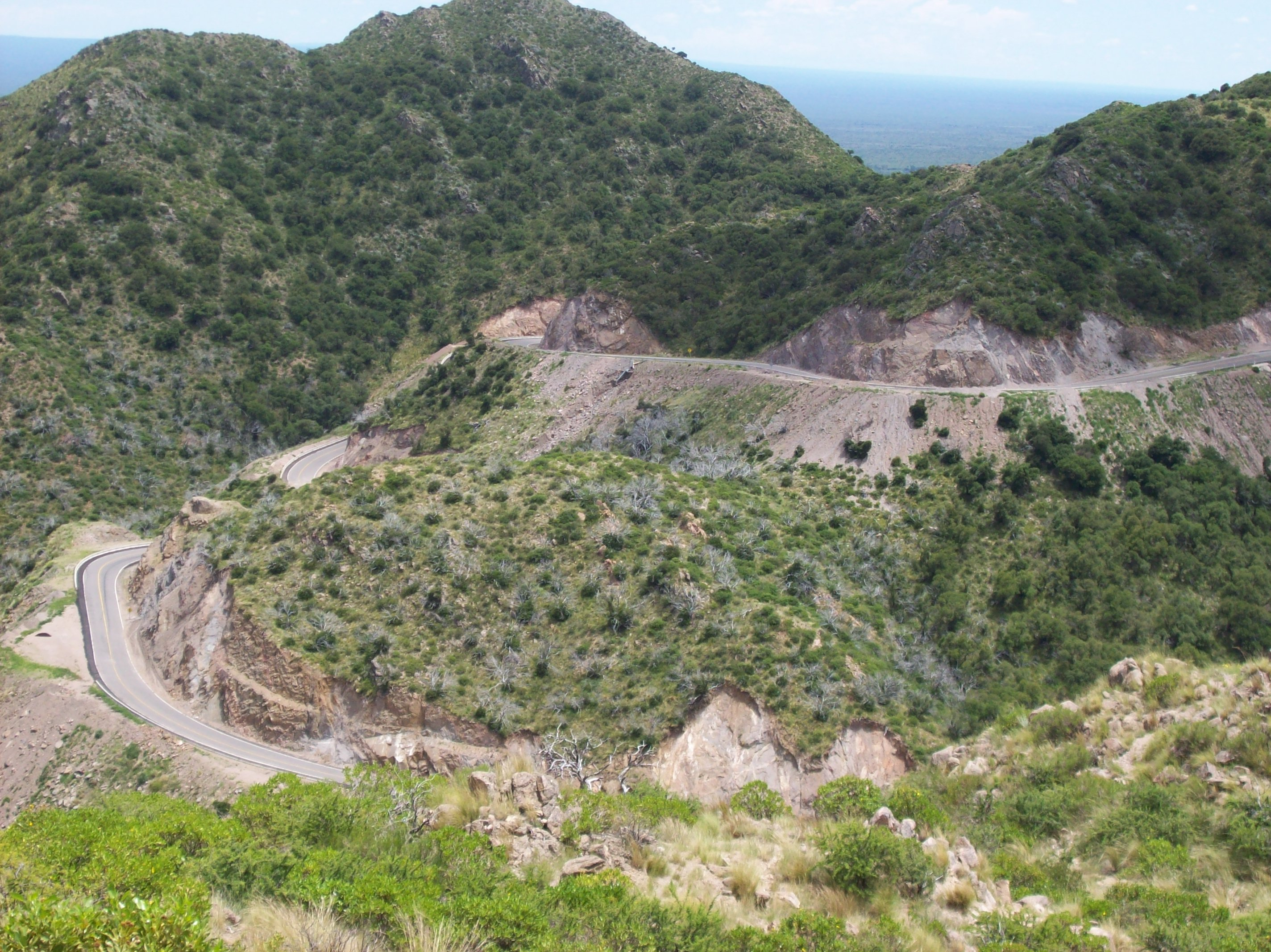
Circuito serrano en las cercanías de la ciudad de La Punta.

Las Sierras de San Luis constituyen un subsistema orográfico perteneciente a las Sierras Pampeanas del centro-oeste de Argentina. Se extiende desde el centro hasta el noreste de la provincia de San Luis, de la cual recibe el nombre.

## Características generales
Alcanza una extensión de 160 km, con un ancho de 65 a 70 km, formando un óvalo contenido íntegramente dentro de los límites provinciales, cuyo eje mayor se orienta en la dirección NNE - SSO, aproximadamente desde la localidad de Lafinur, en el norte, hasta la ciudad de San Luis, en el sur, más precisamente, la inmediata localidad de Juana Koslay.
La altura media de esta formación ronda los 1.500 m s. n. m. y su cumbre más elevada es el cerro Agua Hedionda, con 2150 m s. n. m. Las laderas orientadas hacia el oeste presentan un relieve brusco, con pendientes pronunciadas y formaciones abruptas. Las laderas orientadas hacia el este, en cambio, son pendientes suaves que forman planicies inclinadas que descienden hacia la llanura y el Valle de Concarán. Hacia el este se encuentra el Valle de Conlara, que separa el cordón serrano de San Luis de las sierras de Comechingones.
Geológicamente, se trata de una formación antigua, evidenciada por los grandes bloques graníticos desplazados verticalmente y alterados en los episodios orogénicos cenozoicos, apreciables en las laderas orientadas hacia el oeste.
Las sierras de San Luis constituyen un atractivo turístico tradicional. El recorrido, desde el sur hacia el norte, atraviesa varias localidades netamente serranas o villas veraniegas, entre ellas Juana Koslay, Potrero de los Funes, El Volcán, El Trapiche y La Florida.

## Flora y fauna
Tratándose de una región relativamente extensa, en la que están presentes diversos ambientes naturales, alternados con los ambientes modificados por la presencia de poblaciones, la flora y la fauna de las sierras sólo se puede describir de modo genérico.
La cubierta vegetal de la porción superior de las sierras es escasa y básicamente compuesta por pastizales o vegetación propia de estepa serrana. Esto se debe, entre otros factores, a que la mayor parte de la superficie serrana es rocosa, con escasos valles y zonas planas de terrenos sedimentarios, necesarios para el desarrollo de especies de mayor porte.
La fauna de  la región de las Sierras está compuesta por mamíferos como el gato de las salinas (Leopardus geoffroyi), el zorro (Lycalopex gymnocercus), la mara (Dolichotis patagonum) y la vizcacha (Lagostomus maximus); reptiles como lagartos colorados (Salvator rufescens) y lagartijas (Teius teyou) y algunos ofidios como las lampalaguas (Boa constrictor occidentalis) y otros menores. Entre las aves más características se encuentran el halcón peregrino (Falco peregrinus), el carancho (Caracara plancus), el loro barranquero (Cyanoliseus patagonus), el gallito copetón (Rhinocrypta lanceolata) y el zorzal colorado (Turdus rufiventris), entre otros.

## Área natural protegida
En el año 2004, el Congreso provincial sancionó la ley n.° IX-0309-2004 (5421), mediante la cual se creó el sistema de Áreas Naturales Protegidas de la Provincia de San Luis. Dentro del cordón de las sierras de San Luis, dicha ley determina la protección de
- Quebradas del Cebollar-río Luján-De las Higueritas.
- Nacientes del río San Luis (ríos Curtiembre y Claro).
- Palmares de San Francisco.
- Nacientes del río Quinto.
- Nacientes del río Conlara.
- Mesilla del Cura y Salto del Chispeadero.

por sus riqueza paisajística, arqueológica y su diversidad de flora y fauna.